# Předlánce
Předlánce (německy Priedlanz) jsou vesnice, část obce Višňová v okrese Liberec. Nachází se asi dva kilometry severovýchodně od Višňové, při ústí Bulovského potoka do řeky Smědé. Předlánce jsou také název katastrálního území o rozloze 7,49 km².

## Historie
První písemná zmínka o vesnici pochází z roku 1373.

## Pamětihodnosti
- Památkově chráněné tvrziště na návrší nad meandrem Smědé nad domy čp. 69, 35 a 70
- Hostinec čp. 4 s hrázděným patrem
- Několik dalších staveb lidové architektury
- Pozůstatky mohutného památného dubu letního zvaného Předlánecký obr u silnice Frýdlant–Višňová jižně od domu čp. 3
- Přírodní rezervace Meandry Smědé severně od vsi
- Lesnatá údolí Bulovského a Pertoltického potoka jihovýchodně, respektive východně od vsi
- Les Poustecká obora jihovýchodně od vsi
- Vrch Hradec (Astberg, 313 m) východně od vsi, opředený mnoha pověstmi, mj. o zakopaném pokladu, divoženkách, bludičkách a nočním lovci[5]

### Vodní mlýny
Na soutoku řeky Smědé s Pertoltickým a Buloveckým potokem stával místní Velký mlýn. Jeho náhon naplňovala voda obou potoků. Vznikl pravděpodobně koncem 16. nebo začátkem 17. století. Z jeho historie není mnoho známo. Ví se jen, že k mlýnu patřila ještě pila a že před druhou světovou válkou patřil rodině Neumannových. Po válce jej obýval pan Kment, a to až do let 1955 až 1957. Následně se ve mlýně šrotovalo, než došlo k zastavení jeho provozu a pak i ke stržení celého objektu. Náhon mlýna, ač již nefunkční, je v krajině stále patrný. Obytné budovy však strženy nebyly a slouží i nadále k bydlení. Bývalým majitelům tohoto mlýna údajně navíc patřily také některé mlýny v okolních obcích (v Arnolticích, Heřmanicích a jinde).
Vedle Velkého mlýna stával v Předláncích ještě také Menší mlýn. O jeho majitelích se však nedochovaly žádné informace a ví se jen, že po druhé světové válce již nebyl v provozu.

## Galerie

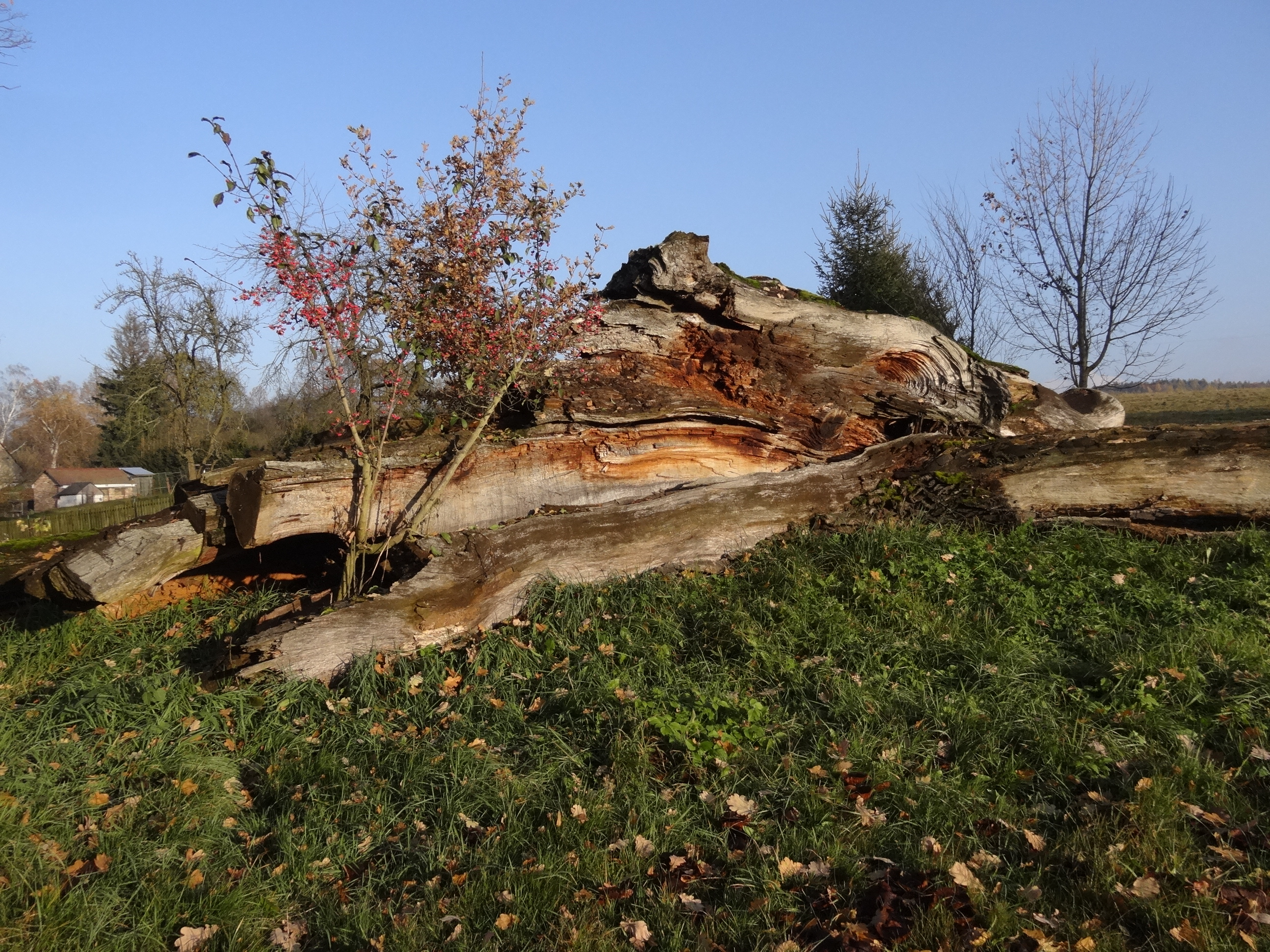
Torzo Předláneckého dubu
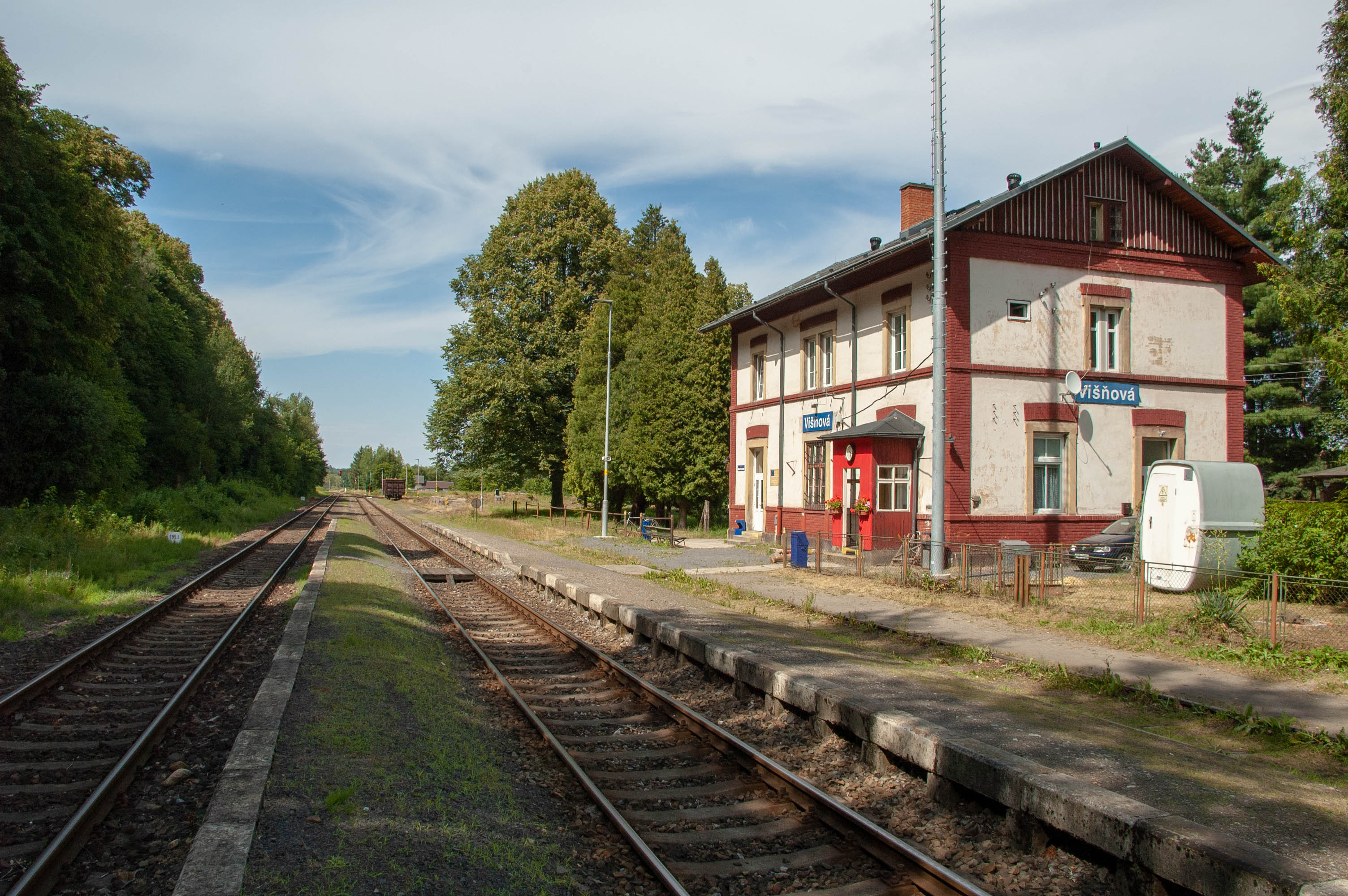
Vlakové nádraží
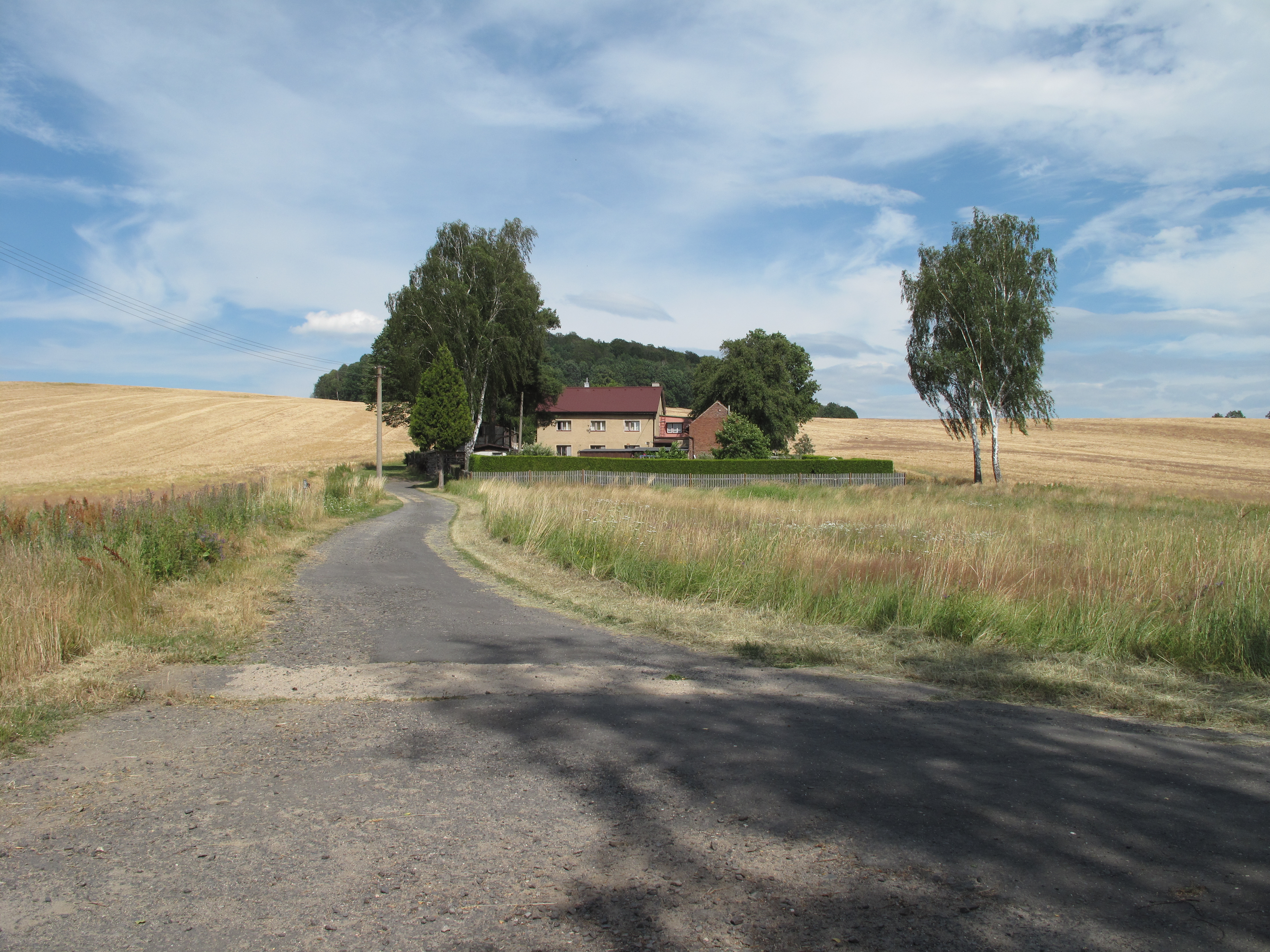
Dům